# 哈爾登施泰因

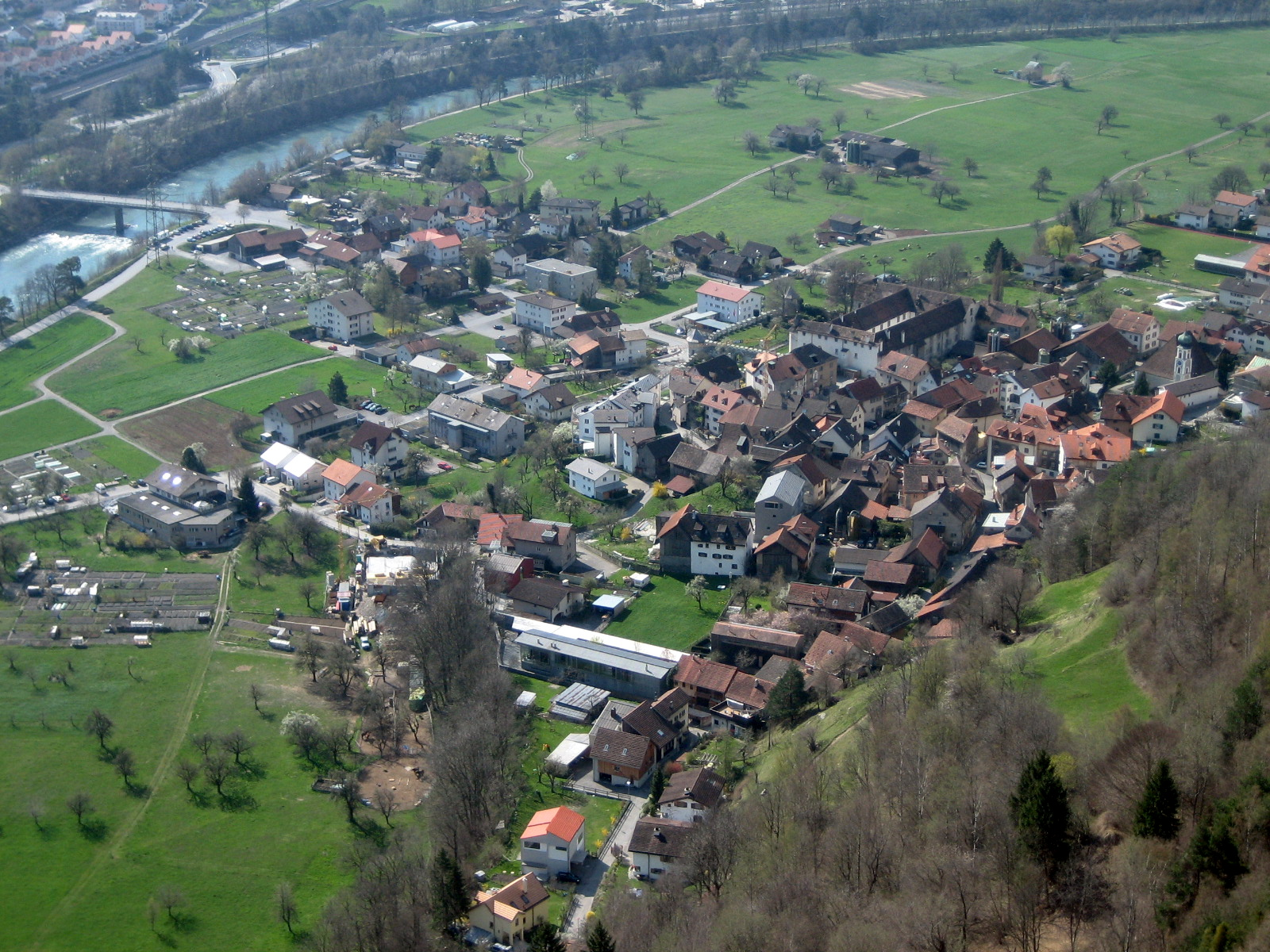

哈爾登施泰因（发音：Haldenstein）是瑞士的城鎮，位於該國東部，由格勞賓登州負責管轄，面積18.56平方公里，海拔高度528米，2011年人口1,007，人口密度每平方公里54人。

## 外部連結
- Official Web site